# جیمز گلسپول
جیمز گلسپول (انگلیسی: James Glasspool؛ زادهٔ ۸ ژوئن ۱۹۹۱) دوچرخه‌سوار اهل استرالیا است.
از باشگاه‌هایی که در آن بازی کرده‌است می‌توان به تیم دوچرخه‌سواری نووو نوردیسک اشاره کرد.